# دکتر (فیلم ۲۰۲۱)
دکتر (انگلیسی: Doctor) فیلم کمدی اکشن هندی تامیل-زبان، محصول ۲۰۲۱ است که نویسندگی و کارگردانی آن را نلسون دیلیپ‌کومار انجام داده‌است. بازیگران اصلی فیلم شیواکارتیکیان، وینای راج و پریانکا آرول موهان هستند. فیلم پس از تأخیرهای چندباره به خاطر دنیاگیری کووید-۱۹، در روز ۹ اکتبر ۲۰۲۱ اکران شد و تمجیدهای نقادانه منتقدان را دریافت کرد. فیلم به فروشی بالغ بر ۱۰۰ کرور روپیه دست یافت و به فیلم موفق تجاری در گیشه تبدیل شد.